# 20 octobre en sport
20 septembre 20 novembre
Chronologies thématiques
- Croisades
- Ferroviaires
- Disney

Le 20 octobre (293e jour de l'année ou 294e en cas d'année bissextile) en sport.

## Événements

### XIXesiècle
- 1854 :
  - (Boxe) : John Morrissey décline un défi pour le titre américain de l'ancien champion retraité Tom Hyer. Il combattra exactement quatre ans plus tard pour défendre son titre[1].
- 1858 :
  - (Boxe) : John Morrissey défend enfin le Championnat des Amériques à Pointe Long au Canada contre John C. Heenan. Heenan se brise deux doigts au début de la lutte qui se termine après le 11e round car Heenan est incapable de continuer[1].
- 1898 :
  - (Compétition automobile) : Saint-Germain-Vernon-Saint-Germain remporté par Alfred Velghe.

### XXesièclede1951à2000
- 1974 :
  - (Rallye automobile) : arrivée du Rallye de Rideau Lakes.

### XXIesiècle
- 2018 :
  - (Volley-ball /Mondial féminin) : au Japon, la Serbie remporte le premier titre de championne du monde féminin de volley-ball de son histoire en dominant en finale, l'Italie (3-2). La Chine monte sur la 3e marche du podium en battant les Pays-Bas (3-0).

## Naissances

### XIXesiècle
- 1876 :
  - Alexandre Pharamond, joueur de rugby à XV français. Champion olympique aux Jeux de Paris 1900. († 4 mai 1953).
- 1881 :
  - Alex Bennett, footballeur puis entraîneur écossais. (11 sélections en équipe nationale). († 9 janvier 1940).
- 1887 :
  - Vic Gonsalves, footballeur néerlandais. Médaillé de bronze aux Jeux de Londres 1908. (3 sélections en équipe nationale). († 29 août 1922).

### XXesièclede1901à1950
- 1921 :
  - Manny Ayulo, pilote automobile d'IndyCar américain. (° 16 mai 1955).
- 1924 :
  - Claude Collard, judoka et dirigeant sportif français. Fondateur et président du CNOSF. († 26 juillet 2007).
- 1931 :
  - Mickey Mantle, joueur de baseball américain. († 13 août 1995).
- 1932 :
  - Rosey Brown, joueur de foot U.S. américain. (° 9 juin 2004).
- 1937 :
  - Juan Marichal, joueur de baseball dominicain.
- 1941 :
  - Elson Beiruth, footballeur puis formateur brésilien. († 15 août 2012).
- 1942 :
  - Walter Brun, pilote automobile d'endurance suisse.
  - Bart Zoet, cycliste sur route néerlandais. Champion olympique du contre-la-montre par équipes aux Jeux de Tokyo 1964. († 13 mai 1992).
- 1946 :
  - Lucien Van Impe, cycliste sur route belge. Vainqueur du Tour de France 1976.
- 1947 :
  - Mamadou Keita, footballeur puis entraîneur malien. Sélectionneur de l'équipe du Mali de 1993 à 1997 et de 2004 à 2005. († 9 avril 2008).
- 1949 :
  - Valeri Borzov, athlète de sprint et ensuite dirigeant sportif soviétique puis ukrainien. Champion olympique des 100 et 200 m, médaillé d'argent du relais 4×100 m aux Jeux de Munich 1972 puis médaillé de bronze du 100 m et du relais 4×100 m aux Jeux de Montréal 1976. Champion d'Europe d'athlétisme du 100 m 1969 et 1974, champion d'Europe d'athlétisme du 100 et 200 m 1971. Président de la FUA de 1996 à 2012. Membre du CIO depuis 1994.

### XXesièclede1951à2000
- 1951 :
  - Claudio Ranieri, footballeur puis entraîneur italien. Sélectionneur de l'équipe de Grèce en 2014.
- 1953 :
  - Keith Hernandez, joueur de baseball américain.
- 1954 :
  - Lee Roy Selmon, joueur de foot U.S. américain. († 4 septembre 2011).
- 1955 :
  - Aaron Pryor, boxeur américain. Champion du monde poids super-légers de boxe de 1980 à 1983 et de 1984 à 1985. († 9 octobre 2016).
- 1956 :
  - Guy Chouinard, hockeyeur sur glace puis entraîneur canadien.
  - Marc Fontan, pilote de vitesse moto français.
- 1959 :
  - Omar da Fonseca, footballeur puis consultant TV argentin.
- 1961 :
  - Sandro Dell'Agnello, basketteur puis entraîneur italien. (108 sélections en équipe nationale).
  - Ian Rush, footballeur gallois. Vainqueur de la Coupe des clubs champions 1984. (73 sélections en équipe nationale).
- 1963 :
  - Níkos Tsiantákis, footballeur grec. (47 sélections en équipe nationale).
  - Stan Valckx, footballeur gallois. (20 sélections en équipe nationale).
- 1965 :
  - Mikhaïl Chtalenkov, hockeyeur sur glace puis entraîneur soviétique puis russe. Champion olympique aux Jeux d'Albertville 1992 puis aux médaillé d'argent aux Jeux de Nagano 1998.
  - Amos Mansdorf, joueur de tennis israélien.
- 1969 :
  - Juan González, joueur de baseball portoricain.
  - Driss Maazouzi, athlète de demi-fond français. Champion du monde d'athlétisme en salle du 1 500 m 2003. Médaillé de bronze du 1 500 m aux CM d'athlétisme 2001. Champion d'Europe de cross par équipes et médaillé de bronze en individuel 2004 puis 2005.
  - Guillermo Pérez-Roldán, joueur de tennis puis entraîneur argentin.
  - Taj McWilliams-Franklin, basketteuse américaine. Championne du monde de basket-ball féminin 1998.
- 1971 :
  - Eddie Jones, basketteur américain.
- 1978 :
  - Ricardo González, pilote automobile d'endurance mexicain.
  - Robert Maras, basketteur allemand.
  - Virender Sehwag, joueur de cricket indien. (104 sélections en Test cricket).
- 1979 :
  - Paul O'Connell, joueur de rugby à XV irlandais. Vainqueur du Grand Chelem 2009 et des tournois des Six Nations 2014 et 2015. (108 sélections en équipe nationale).
- 1980 :
  - Fabrice Jeannet, épéiste français. Champion olympique par équipes et médaillé d'argent en individuel aux Jeux d'Athènes 2004 puis champion olympique par équipes aux Jeux de pékin 2008. Champion du monde d'escrime de l'épée individuel 2003 et champion du monde d'escrime à l'épée par équipe 2002, 2005, 2006 et 2007. Champion d'Europe d'escrime à l'épée par équipes 2008.
- 1982 :
  - José Acasuso, joueur de tennis argentin.
  - Ousmane Cissé, basketteur malien.
  - Aurélien Ducroz, skieur de freeride et skipper français.
  - Lawrence Roberts, basketteur américain.
- 1983 :
  - Nik Caner-Medley, basketteur américano-azéri.
  - Phil Keen, pilote automobile d'endurance britannique.
  - Kevinn Pinkney, basketteur américain.
  - Michel Vorm, footballeur néerlandais. (15 sélections en équipe nationale).
- 1985 :
  - Dominic McGuire, basketteur américain.
- 1986 :
  - Melissa Borjas, arbitre de football hondurienne.
  - Pascal Caminada, hockeyeur sur glace suisse.
- 1987 :
  - Deresse Mekonnen, athlète de demi-fond éthiopien.
- 1988 :
  - Jeevan Nedunchezhiyan, joueur de tennis indien.
- 1989 :
  - Kristina Liščević, handballeuse serbe. (107 sélections en équipe nationale).
  - Yanina Wickmayer, joueuse de tennis belge.
- 1990 :
  - Jamie George, joueur de rugby à XV anglais. Vainqueur du Grand Chelem 2016 puis des tournois 2017 et 2020, des Coupes d'Europe de rugby à XV 2016, 2017 et 2019. (83 sélections en équipe nationale).
- 1992 :
  - Rodney Hood, basketteur américain.
  - Klemen Prepelič, basketteur slovène. Champion d'Europe masculin de basket-ball 2017.
  - Kyle Wiltjer, basketteur américano-canadien.
  - Mathieu Wojciechowski, basketteur franco-polonais.
- 1993 :
  - Gustav Ludwigson, footballeur suédois.
- 1997 :
  - Andrey Rublev, joueur de tennis russe. Champion olympique du double mixte aux Jeux de Tokyo 2020. Vainqueur de la Coupe Davis 2021.
- 1998 :
  - Théo Sainte-Luce, footballeur français.
  - Jericho Sims, basketteur américain.
  - Younn Zahary, footballeur franco-comorien. (13 sélections en équipe des Comores).

### XXIesiècle
- 2002 :
  - Stelvia de Jesus Pascoal, handballeuse angolaise. Championne d'Afrique des nations féminin de handball 2022. (25 sélections en équipe nationale).
  - Nail Omerović, footballeur bosnien.
- 2003 :
  - Isaías Violante, footballeur mexicain.
- 2008 :
  - Angelo Candido, footballeur brésilien.

## Décès

### XXesièclede1901à1950
- 1947 :
  - Gilbert Bougnol, 81 ans, maître d'armes à l'épée français. Médaillé d'argent en individuel aux Jeux de Paris 1900. (° 31 août 1866).

### XXesièclede1951à2000
- 1978 :
  - Gunnar Nilsson, 29 ans, pilote de F1 et d'endurance suédois. († 20 novembre 1948).

### XXIesiècle
- 2012 :
  - Jawad Akadar, 28 ans, footballeur marocain. (° 9 septembre 1984).
- 2013 :
  - Joginder Singh, 81 ans, pilote de rallyes kényan. (° 9 février 1932).
- 2017 :
  - Justin Reed, 35 ans, basketteur américain. (° 16 janvier 1982).
  - Mathieu Riebel, 20 ans, cycliste sur piste et sur route français. (° 2 janvier 1997).
- 2020 :
  - Bruno Martini, 58 ans, footballeur puis entraîneur français. (31 sélections en équipe de France). (° 25 janvier 1962).